# Habroloma triangulare
Habroloma triangulare – gatunek chrząszcza z rodziny bogatkowatych i podrodziny Agrilinae.
Gatunek ten opisany został po raz pierwszy w 1835 roku przez Jean Théodore’a Lacordaire’a pod nazwą Trachys triangulare.
Chrząszcz o dość krótkim i szerokim ciele długości między 2 a 3 mm. Wierzch ciała ma ubarwiony metalicznie miedziano i porośnięty jasnym owłosieniem. Głowę ma silnie wciągniętą w przedtułów. Znacznie szersze niż dłuższe przedplecze ma szeroko wykrojoną krawędź przednią. W przednich kątach przedplecza umieszczone są głębokie dołki. Szersze od przedplecza pokrywy są w tyle zwężone, o trójkątnym wspólnym zarysie. Na każdej z nich znajduje się delikatnie zaznaczony kil biegnący od guza barkowego aż po wierzchołek. Włoski na pokrywach rozmieszczone są w niewyraźnych liniach.
Gatunek palearktyczny, znany z Portugalii, Hiszpanii, Francji, Włoch oraz Afryki Północnej.